# Campeonato Municipal de Futebol Amador de São Paulo
O Campeonato Municipal de Futebol Amador de São Paulo, também conhecido como Campeonato Varzeano de São Paulo, foi a principal competição de futebol de várzea da cidade de São Paulo. Ao longo de sua história, o Varzeano foi organizado de forma interruptiva pela Federação Paulista de Futebol (FPF), por órgãos públicos como a Secretaria Municipal de Esportes (SEME), ou ainda em parceria com a iniciativa privada, como a Copa Kaiser/SEME de Futebol Amador, sob chancela da FPF e da SEME.

## História

### Antecedentes

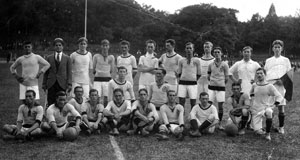
Equipe do Corinthians de 1914, primeiro clube de origem popular a conquistar o Campeonato Paulista.

Introduzido por Charles Miller, o futebol na cidade de São Paulo era praticado em seus primórdios improvisadamente em algumas chácaras do Bom Retiro e em campo várzea do Carmo, no vale do Rio Tamanduateí. Enquanto a Chácara Dulley era frequentada por jovens de origem social mais abastada, o campo da várzea do Carmo atraía praticantes das camadas populares, sobretudo por trabalhadores de bairros operários. A despeito de suas condições precárias, a várzea do Carmo tornou-se reduto de partidas de futebol, o que originaria a expressão futebol varzeano ou futebol de várzea. De acordo com o jornalista Thomaz Mazzoni, o primeiro time de várzea paulistano foi o Éden Liberdade Football Club, fundado em 1897.
No início do século XX, os clubes de elite se uniram para criar a Liga Paulista de Foot-Ball (LPF), a primeira associação de clubes de futebol do Brasil, e iniciaram o Campeonato da Liga Paulista. Embora a prática do futebol tenha sido regulamentada por lei pelo prefeito Antônio da Silva Prado, o futebol de times populares crescia à margem da LPF. Entre 1903 e 1904, aproximadamente 100 equipes de várzea já existiam em São Paulo. Por seu caráter elitista, a Liga Paulista não aceitava times populares como membros e seus filiados evitavam jogar contra equipes de várzea, mesmo que fossem amadoras. Poucos times populares, como  como o Clube Atlético Ypiranga, o Sport Club Corinthians Paulista e o Palestra Itália, competiram nas ligas da elite paulista.
Na segunda metade da década de 1910, a Associação Paulista de Sports Athleticos (APSA) tornou-se a associação dominante do futebol em São Paulo, tendo inclusive absorvido a LPF em 1917. A APSA criou duas novas divisões para os clubes de origem popular que não competiriam na divisão principal da entidade. Entre 1929 e 1930, paralelamente à Associação Paulista, a Liga Athlética Varzeana de Esportes organizou competições para clubes de várzea da capital, embora os registros históricos sobre estes certames sejam escassos. No ano seguinte, em uma iniciativa inédita para o período, o jornal A Gazeta promoveu uma competição amadora da qual participaram centenas de equipes de várzea da capital.

### 1940-1969: A era de ouro da várzea paulistana
No decorrer da década de 1930, o futebol paulista sofreu uma série de cisões em torno de conflitos entre o amadorismo e o profissionalismo da modalidade. Para tentar apaziguar as disputas, o governo do Estado de São Paulo decidiu que haveria em nível local uma entidade para organizar competições profissionais – a Liga de Futebol do Estado de São Paulo (LFESP) – e outra para amadoras – a Federação Paulista de Futebol Amador (FPFA). Ao encontro dessa reforma, uma lei federal do governo Vargas obrigou que houvesse somente uma entidade máxima de futebol por estado. Com isso, a LFESP tornou-se a Federação Paulista de Futebol, enquanto que a FPFA virou o departamento de futebol amador da recém-modelada entidade.
Para acomodar as inúmeras equipes existentes que optaram por permanecer no amadorismo no estado, a FPF passou a organizar oficialmente diversas competições. Para os times da capital paulista, foram estabelecidos campeonatos autônomos para equipes amadoras, classistas e varzeanas. Enquanto o Campeonato Amador da Capital reunia um seleto grupo de clubes amadores não-classistas paulistanos, o Campeonato Varzeano da Capital era composto por dezenas de subligas distritais, cada qual abrangendo dezenas de times varzeanos e cujos vencedores qualificavam-se para uma fase final eliminatória a fim de se chegar ao campeão varzeano da temporada. Já as ligas classistas eram exclusivamente compostas por times formados por funcionários de empresas dos setores específicos da indústria, comércio e serviços e também de funcionários públicos, como a Liga Comerciária (ACEA) e a Liga Industrial (LECI). Ao final da temporada, os campeões dos certames amadores, classistas e varzeanos disputavam o Torneio dos Campeões Amadores da Capital, sendo que o vencedor da temporada disputava contra o campeão paulista amador do interior o título do Campeonato Paulista Amador de Futebol. Esse sistema de ligas de futebol amadoras da FPF perdurou por muitos anos no futebol de São Paulo.
Os primeiros vencedores da Divisão Principal de Amadores da Capital e da Divisão Varzeana foram respectivamente o Lapeaninho FC e o AA Guarani.

### 1970-1984: Hiato da FPF e atuação da SEME
Durante a primeira metade da década de 1970, a Federação Paulista de Futebol afastou-se da organização direta de competições oficiais para equipes amadoras da capital, o que representou o fim do sistema de ligas surgido nos anos quarenta.
Enquanto emergiam torneios paralelos patrocinados por empresas, como o Desafio ao Galo (pelo canal de televisão Record) e a Copa Arizona (pela fabricante de cigarros Souza Cruz), a Secretaria Municipal de Esportes da Prefeitura de São Paulo decidiu assumir a responsabilidade de criar uma competição institucional para as dezenas de equipes varzeanas órfãs de um certame oficial na cidade. Em um momento no qual desapareciam muitos times e campos na capital paulista, o Campeonato Varzeano da Capital da SEME deu ares institucionais à várzea local. O primeiro Varzeano da SEME, em 1976, teve como vencedor o EC Corinthians do Imirim.

### 1985-2014: Retomada pela FPF e a Copa Kaiser/Seme
Após 13 anos afastada diretamente do futebol varzeano, período o qual prestou apenas suporte estrutural (como o trio de arbitragem e as bolas) aos torneios institucionais da SEME da década de 1970, a Federação Paulista de Futebol retomou a gestão de um campeonato municipal para equipes amadoras em 1985. Com exceção de 1988, o Varzeano da FPF foi realizado em sete ocasiões até 1992.
No ano seguinte, Federação decidiu não realizar o certame daquele ano, tampouco a Secretaria Municipal de Esportes  demonstrou interesse em bancar o maior torneio varzeano da cidade. Foi então que duas empresas privadas, a cervejaria Kaiser e o jornal A Gazeta Esportiva, organizaram conjuntamente a Copa A Gazeta Esportiva / Copa Kaiser. Embora não seja reconhecida oficialmente pela FPF, essa competição tornou-se o embrião para um novo campeonato varzeano de São Paulo. Com o apoio estrutural da Federação Paulista e o patrocínio da cervejaria, a SEME passou a organizar a Copa Kaiser/SEME de Futebol Amador. Sua primeira edição foi disputada oficialmente em 1995 e teve como campeão o CA Paulistano do Jardim Coimbra.
O campeonato tornou-se um sucesso na várzea da cidade, a ponte de ser preciso instituir duas divisões, com acesso e descenso, para comportar centenas de equipes que se interessavam por participar a cada ano. Na temporada 1999, a Antarctica comprou os direitos de patrocínio do Varzeano, chamado naquele ano de Copa Antarctica/Copa da Cidade, mas a Kaiser retomou os naming rights da competição no ano seguinte.
Entre 2005 e 2006, a Copa Kaiser/SEME não foi realizada, período no qual a Copa Metropolitana – uma competição idealizada pela então Secretaria da Juventude, Esporte e Lazer do governo estadual paulista que contava com clubes paulistanos e da Grande São Paulo – tornou-se o principal campeonato institucional da várzea paulistana. O fim da Copa Metropolitana após apenas três edições disputadas trouxe de volta, em 2007, a Copa Kaiser/SEME como a principal campeonato amador da cidade. Mas em 2014, a cervejaria anunciou o término do seu patrocínio. A FPF chegou a anunciar a cervejaria Itaipava como a nova detentora dos naming rights do varzeano da cidade, que seria chamado de Copa São Paulo Itaipava de Futebol Amador. No entanto, a competição foi cancelada poucas semanas antes do seu início previsto para 26 de julho de 2015.

### 2015: Fim da Copa Kaiser e desinteresse de FPF e SEME por um novo Varzeano
Desde o fim da Copa Kaiser, a cidade de São Paulo conta com um único torneio de cunho institucional para clubes varzeanos vinculado aos Jogos da Cidade, organizados pela Prefeitura. Embora seja disputado desde 2008 (inclusive, por alguns anos simultaneamente à antiga Copa Kaiser) e conte com a participação de centenas de times amadores, o torneio de futebol dos Jogos da Cidade não possui o mesmo prestígio dos campeonatos varzeanos oficiais de outrora.
Com a ausência de Varzeano promovido pela FPF ou pela SEME, tem prevalevido entre as equipes varzeanas paulistanas a participação em campeonatos organizados por elas próprias – como a Copa Nove de Julho – ou por particulares – como a Copa Pionner e a Copa Martins Neto, entre outros.

## Campeões
| Ano              | Campeão                                    | Vice campeão                            | Nome da competição                    | Ref             |
| FPF (1941–1975)  | FPF (1941–1975)                            | FPF (1941–1975)                         | FPF (1941–1975)                       | FPF (1941–1975) |
| ---------------- | ------------------------------------------ | --------------------------------------- | ------------------------------------- | --------------- |
| 1942             | AA Light & Power                           | Lapeaninho FC (Lapa)                    | Campeonato Amador da Capital          | [ 41 ]          |
| 1942             | AA Guarani                                 | CE Juventus da Penha (Penha)            | Campeonato Varzeano da Capital        | [ 42 ] [ 43 ]   |
| 1943             | CE América                                 | União Vasco da Gama FC (Mooca)          | Campeonato Amador da Capital          | [ 44 ]          |
| 1943             | Portuguesa Paulista FC (Brooklin)          |                                         | Campeonato Varzeano da Capital        | [ 45 ] [ 46 ]   |
| 1944             | União Vasco da Gama FC (Mooca)             | Ícaro AC                                | Campeonato Amador da Capital          | [ 47 ]          |
| 1944             | Portuguesa Paulista FC (Brooklin)          |                                         | Campeonato Varzeano da Capital        | [ 48 ]          |
| 1945             | São Cristóvão FC (Itaim Bibi)              | Ícaro AC                                | Campeonato Amador da Capital          | [ 49 ]          |
| 1945             | R União Vila Esperança FC (Vila Esperança) |                                         | Campeonato Varzeano da Capital        | [ 50 ] [ 51 ]   |
| 1946             | Santo Amaro FC (Santo Amaro)               | Lapeaninho FC (Lapa)                    | Campeonato Amador da Capital          | [ 52 ]          |
| 1946             | Portuguesa Paulista FC (Brooklin)          |                                         | Campeonato Varzeano da Capital        | [ 53 ]          |
| 1947             | EC União Silva Teles (Pari)                | AA Açucena (Bairro do Limão)            | Campeonato Amador da Capital          | [ 54 ]          |
| 1947             | AAR Vila Deodoro (Aclimação)               |                                         | Campeonato Varzeano da Capital        | [ 55 ] [ 56 ]   |
| 1948             | AAR Vila Deodoro (Aclimação)               |                                         | Campeonato Amador da Capital          | [ 57 ]          |
| 1948             |                                            | Campeonato Varzeano da Capital          |                                       |                 |
| 1949             | R União Vila Esperança FC (Vila Esperança) |                                         | Campeonato Amador da Capital          | [ 57 ]          |
| 1949             | Estrela da Saúde FC (Saúde)                |                                         | Campeonato Varzeano da Capital        | [ 58 ]          |
| 1950             | AC Flor da Vila Ipojuca (Vila Ipojuca)     |                                         | Campeonato Amador da Capital          | [ 57 ]          |
| 1950             | Lausanne Paulista FC (Lauzane Paulista)    |                                         | Campeonato Varzeano da Capital        | [ 59 ]          |
| 1951             | AA Açucena (Bairro do Limão)               |                                         | Campeonato Amador da Capital          | [ 57 ]          |
| 1951             | Jardim Europa FC (Jardim Europa)           | EC Ordem e Progresso (Bom Retiro)       | Campeonato Varzeano da Capital        |                 |
| 1952             | AA Açucena (Bairro do Limão)               |                                         | Campeonato Amador da Capital          | [ 57 ]          |
| 1952             | Sete de Setembro FC (Pinheiros)            |                                         | Campeonato Varzeano da Capital        |                 |
| 1953             | AA Açucena (Bairro do Limão)               |                                         | Campeonato Amador da Capital          | [ 57 ]          |
| 1953             | Sete de Setembro FC (Pinheiros)            | São Cristóvão FC (Itaim Bibi)           | Campeonato Varzeano da Capital        |                 |
| 1954             | AA União Tatuapé (Tatuapé)                 |                                         | Campeonato Amador da Capital          | [ 57 ]          |
| 1954             | EC Sampaio Moreira (Tatuapé)               | CDRE Carlos Gomes (Barra Funda)         | Campeonato Varzeano da Capital        | [ 60 ] [ 61 ]   |
| 1955             | Vila Primavera FC (Tatuapé)                |                                         | Campeonato Amador da Capital          | [ 57 ]          |
| 1955             | SER Sete de Setembro FC (Freguesia do Ó)   |                                         | Campeonato Varzeano da Capital        | [ 62 ]          |
| 1956             | Vila Primavera FC (Tatuapé)                |                                         | Campeonato Amador da Capital          | [ 57 ]          |
| 1956             | EC Sampaio Moreira (Tatuapé)               | Grêmio Maranhense (Tatuapé)             | Campeonato Varzeano da Capital        | [ 61 ] [ 63 ]   |
| 1957             | União Tietê FC (Guarulhos)                 |                                         | Campeonato Amador da Capital          | [ 57 ]          |
| 1957             | EC Sampaio Moreira (Tatuapé)               | AAR Nacional (Bom Retiro)               | Campeonato Varzeano da Capital        | [ 64 ] [ 65 ]   |
| 1958             | EC Sampaio Moreira (Tatuapé)               | AA União Tatuapé (Tatuapé)              | Campeonato Amador da Capital          | [ 57 ]          |
| 1958             | Lestinho FC (Água Rasa)                    | CDRE Carlos Gomes (Barra Funda)         | Campeonato Varzeano da Capital        | [ 66 ]          |
| 1959             | EC Sampaio Moreira (Tatuapé)               | CCAA Guapira (Jaçanã)                   | Campeonato Amador da Capital          | [ 67 ]          |
| 1959             | Democráticos FC (Ipiranga)                 |                                         | Campeonato Varzeano da Capital        | [ 68 ]          |
| 1960             | EC Sampaio Moreira (Tatuapé)               | CCAA Guapira (Jaçanã)                   | Campeonato Amador da Capital          | [ 67 ]          |
| 1960             | EC Estrela do Ipiranga (Ipiranga)          | CR Vasco da Gama (Vila Matilde)         | Campeonato Varzeano da Capital        | [ 69 ]          |
| 1961             | AA Açucena (Bairro do Limão)               | EC Sampaio Moreira (Tatuapé)            | Campeonato Amador da Capital          | [ 67 ]          |
| 1961             | AA Caramuru (Indianópolis)                 |                                         | Campeonato Varzeano da Capital        | [ 70 ]          |
| 1962             | Não realizado ou não finalizado            | Não realizado ou não finalizado         | Campeonato Amador da Capital          | [ 67 ]          |
| 1962             | AA Caramuru (Indianópolis)                 |                                         | Campeonato Varzeano da Capital        |                 |
| 1963             | Não realizado ou não finalizado            | Não realizado ou não finalizado         | Campeonato Amador da Capital          | [ 67 ]          |
| 1963             | CR Vasco da Gama (Vila Matilde)            |                                         | Campeonato Varzeano da Capital        | [ 71 ]          |
| 1964             | CCAA Guapira (Jaçanã)                      |                                         | Campeonato Amador da Capital          | [ 67 ]          |
| 1964             | Saib FC (Santana)                          |                                         | Campeonato Varzeano da Capital        | [ 20 ]          |
| 1965             | AA Açucena (Bairro do Limão)               |                                         | Campeonato Amador da Capital          | [ 67 ]          |
| 1965             | Não realizado ou não finalizado            | Não realizado ou não finalizado         | Campeonato Varzeano da Capital        |                 |
| 1966             | Clube Acco (Lapa)                          |                                         | Campeonato Amador da Capital          | [ 67 ]          |
| 1966             |                                            | Campeonato Varzeano da Capital          |                                       |                 |
| 1967             | Não foi realizado                          | Não foi realizado                       | Campeonato Amador da Capital          | [ 67 ]          |
| 1967             |                                            | Campeonato Varzeano da Capital          |                                       |                 |
| 1968             | Não foi realizado                          | Não foi realizado                       | Campeonato Amador da Capital          | [ 72 ]          |
| 1968             |                                            | Campeonato Varzeano da Capital          |                                       |                 |
| 1969             | CA Parque da Mooca (Mooca)                 |                                         | Campeonato Amador da Capital          | [ 72 ]          |
| 1969             |                                            | Campeonato Varzeano da Capital          |                                       |                 |
| 1970 a 1975      | Não foi realizado                          | Não foi realizado                       | Não foi realizado                     |                 |
| SEME (1976–1984) |                                            |                                         |                                       |                 |
| 1976             | E.C. Corinthians da Vila Piauí             | E.C. São José de Parelheiros            | Campeonato Varzeano da Capital        | [ 23 ]          |
| 1977             | AER Ford (São Bernardo do Campo)           | EC Corinthians (Vila Piauí)             | Campeonato Varzeano da Capital        | [ 73 ]          |
| 1978             | Nacional Clube (Vila Mariana)              | EC Noroeste (Vila Formosa)              | Campeonato Varzeano da Capital        | [ 74 ]          |
| 1979             | Paulista Clube (Vila Carrão)               | Flor do Parque da Lapa FC (Lapa)        | Campeonato Varzeano da Capital        | [ 75 ]          |
| 1980             | Real Madrid Clube (Osasco)                 | Estrela Caçula FC (Vila Sabrina)        | Campeonato Varzeano da Capital        | [ 76 ]          |
| 1981             | Luzitano FC (Vila Manchester)              | Sociedade Unidos de Pirituba (Pirituba) | Campeonato Varzeano da Capital        | [ 77 ]          |
| 1982 a 1984      | Desconhecido ou não realizado              | Desconhecido ou não realizado           | Desconhecido ou não realizado         |                 |
| FPF (1985–1992)  |                                            |                                         |                                       |                 |
| 1985             | Ressaca Clube (Tatuapé)                    | Comercial FC (Pirituba)                 | Campeonato Varzeano da Capital        | [ 78 ] [ 79 ]   |
| 1986             | XI Primos FC (Vila Carioca)                | Grêmio Botafogo FC (Guaianases)         | Campeonato Varzeano da Capital        | [ 79 ] [ 80 ]   |
| 1987             | CA Paulistano (Jardim Coimbra)             | SE Corinthians (Jardim Aricanduva)      | Campeonato Varzeano da Capital        | [ 79 ]          |
| 1988             | Não foi realizado                          | Não foi realizado                       | Campeonato Varzeano da Capital        |                 |
| 1989             | Grêmio Botafogo FC (Guaianases)            | GR Michelle (Vila Sabrina)              | Campeonato Varzeano da Capital        | [ 81 ]          |
| 1990             | Grêmio Botafogo FC (Guaianases)            | CA Paulistano (Jardim Coimbra)          | Campeonato Varzeano da Capital        | [ 81 ]          |
| 1991             | GR Michelle (Vila Sabrina)                 | Grêmio Botafogo FC (Guaianases)         | Campeonato Varzeano da Capital        | [ 82 ]          |
| 1992             | Ajax FC (Vila Rica)                        | AA Pery Novo (Vila Nova Cachoeirinha)   | Campeonato Varzeano da Capital        | [ 82 ]          |
| 1993 a 1994      | Não foi realizado                          | Não foi realizado                       | Não foi realizado                     |                 |
| SEME (1995–2004) |                                            |                                         |                                       |                 |
| 1995             | CA Paulistano (Jardim Coimbra)             | Confiança FC (Sapopemba)                | Copa Kaiser/SEME                      | [ 83 ] [ 84 ]   |
| 1996             | AA Boa Esperança (São Mateus)              | GR Michelle (Vila Sabrina)              | Copa Kaiser/SEME                      | [ 83 ] [ 85 ]   |
| 1997             | Grêmio Botafogo FC (Guaianases)            | MAC FC (Cidade Tiradentes)              | Copa Kaiser/SEME                      | [ 83 ] [ 86 ]   |
| 1998             | AA Cruz Credo (Vila Formosa)               | AA Boa Esperança (São Mateus)           | Copa Kaiser/SEME                      | [ 83 ] [ 87 ]   |
| 1999             | Lausanne Paulista FC (Lauzane Paulista)    | Botafogo FS (Jaçanã)                    | Copa da Cidade SEME / Copa Antarctica | [ 28 ]          |
| 2000             | AA Boa Esperança (São Mateus)              | 100 Mizéria FS (Parque Guarani)         | Copa Kaiser/SEME                      | [ 83 ] [ 88 ]   |
| 2001             | SC XI Garotos (Ermelino Matarazzo)         | Mella Pé FS (Vila Mazzei)               | Copa Kaiser/SEME                      | [ 83 ] [ 29 ]   |
| 2002             | EC Napoli (Vila Industrial)                | EC Riachuelo (Jardim Brasil)            | Copa Kaiser/SEME                      | [ 83 ] [ 89 ]   |
| 2003             | EC Riachuelo (Jardim Brasil)               | AG Madeiras (Brás)                      | Copa Kaiser/SEME                      | [ 83 ] [ 90 ]   |
| 2004             | AG Madeiras (Brás)                         | AA Boa Esperança (São Mateus)           | Copa Kaiser/SEME                      | [ 83 ] [ 91 ]   |
| SELJ (2004–2006) |                                            |                                         |                                       |                 |
| 2004             | EC Água Santa (Diadema)                    | Grêmio Botafogo FC (Guaianases)         | Copa Metropolitana                    | [ 92 ]          |
| 2005             | Leões da Geolândia (Vila Medeiros)         | Pânico FR (Cajamar)                     | Copa Metropolitana                    |                 |
| 2006             | GR Botafogo de Guaianases (Guaianases)     | Hooligans D-2 (Ferraz de Vasconcelos)   | Copa Metropolitana                    | [ 94 ]          |
| SEME (2007–2014) |                                            |                                         |                                       |                 |
| 2007             | GDR Danúbio (Freguesia do Ó)               | EC Napoli (Vila Industrial)             | Copa Kaiser/SEME                      | [ 83 ] [ 95 ]   |
| 2008             | AE Nós Travamos (Jardim Tupi)              | EC Vida Loka (Vila Brasilândia)         | Copa Kaiser/SEME                      | [ 83 ] [ 96 ]   |
| 2009             | EC Vida Loka (Vila Brasilândia)            | Ajax FC (Vila Rica)                     | Copa Kaiser/SEME                      | [ 83 ] [ 97 ]   |
| 2010             | EC Pioneer (Vila Guacuri)                  | AE Sedex (Cidade Tiradentes)            | Copa Kaiser/SEME                      | [ 83 ] [ 98 ]   |
| 2011             | EC Classe A (Barra Funda)                  | GR Turma do Baffô (Jardim Clímax)       | Copa Kaiser/SEME                      | [ 83 ] [ 99 ]   |
| 2012             | Ajax FC (Vila Rica)                        | GR Turma do Baffô (Jardim Clímax)       | Copa Kaiser/SEME                      | [ 100 ] [ 101 ] |
| 2013             | Leões da Geolândia (Vila Medeiros)         | AA Família 100 Valor (Jaraguá)          | Copa Kaiser/SEME                      | [ 102 ] [ 103 ] |
| 2014             | Nove de Julho FC (Casa Verde Alta)         | Leões da Geolândia (Vila Medeiros)      | Copa Kaiser/SEME                      | [ 32 ] [ 104 ]  |

1. ↑  Em 2020, a FPF homologou as edições entre 1942 e 1947 do Campeonato Amador da Capital, chamado à época de Divisão Principal de Amadores, como equivalentes a competição de segundo nível do futebol paulista daquele período.[105]
2. ↑  Em 1993, foi realizada em caráter não-oficial "Copa A Gazeta Esportiva / Copa Kaiser", que teve como campeão o Grêmio Botafogo FC e vice-campeão o EC Moleque Travesso.
3. ↑  Competição organizada pela Secretaria da Juventude, Esporte e Lazer do Governo do Estado de São Paulo que contava com a participação de equipes varzeanas da capital e da Região Metropolitana.
4. ↑  Desde 2008, em paralelo à Copa Kaiser/SEME de Futebol Amador, a SEME mantém um torneio de futebol para equipes amadoras dentro dos Jogos da Cidade.